# Паспорт гражданина Узбекистана
Паспорт гражданина Республики Узбекистан (узб. O‘zbekiston Respublikasi fuqarosi pasporti) — официальный документ, удостоверяющий личность гражданина Республики Узбекистан при выезде и пребывании за пределами страны, а также при въезде на территорию государства из заграничной поездки. Биометрический паспорт введён с 5 января 2011 года согласно Указу Президента И. А. Каримова. Изготавливался и выдавался Государственным центром персонализации (ГЦП) при Министерстве внутренних дел РУз. Ранее выданные паспорта были действительны до 31 декабря 2015 года, позднее этот срок продлили до февраля 2018 года, а позднее и до 31 декабря 2019 года.
Паспорт с биометрическими данными выдаётся всем гражданам страны, включая несовершеннолетних детей (если несовершеннолетнему необходимо выехать за границу). Срок действия паспорта — десять лет, для детей до 16 лет — пять.
В течение 2011 года первые биометрические паспорта, в основном, выдавались государственным служащим и частным лицам, выезжающим за границу, либо уже находящимся за пределами Узбекистана. С 2012 года биометрические паспорта имеют возможность получить и все остальные граждане Узбекистана. Для получения биометрического паспорта сдаются отпечатки пальцев, проводится фотографирование, а также требуется справка с места жительства.
С 1 января 2019 года в Узбекистане для выезда за границу стали выдаваться заграничные паспорта, с этой же даты были отменены 2-летние стикеры разрешительной записи для выезда за границу.

## ID-карта
В сентябре 2020 года президент Шавкат Мирзиёев подписал указ «О мерах по внедрению идентификационных ID-карт в Республике Узбекистан». Согласно документу, с 1 января 2021 года в стране внедряется единая система идентификации личности, которая предусматривает поэтапную замену биометрических паспортов на ID-карты с электронным носителем информации (чипом) в срок до 2030 года. Это позволит гражданам также пользоваться государственными услугами. Ожидается, что срок оформления документа составит 1 день.
ID-карты будут действительны исключительно на территории Республики Узбекистан. Для выезда за пределы страны будет необходим биометрический паспорт гражданина Республики Узбекистан (загранпаспорт).
«После внедрения этой системы, после введения ID-карт появится возможность обеспечения уникальности данных в отношении гражданина. С ID-картами можно пользоваться другими государственными услугами в сфере здравоохранения, при оформлении транспортных, паспортно-визовых документов. Этот перечень можно перечислять до бесконечности», — заявил директор Государственного центра персонализации при Кабмине Нажмиддин Тураходжаев. До 31 декабря 2022 года ID-карты будут выдаваться добровольно лицам, достигшим 16-летнего возраста, а также при утере паспорта, желании заменить ФИО, национальность и по другим основаниям, указанных в законодательстве. С 1 января 2023 года по 31 декабря 2030 года обмен биометрических паспортов на ID-карты будет осуществляться в обязательном порядке по мере окончания срока их действия.
Сроки выдачи ID-карт:
- для новорожденного ребенка до одного года — сроком на 2 года (на усмотрение родителей, опекунов);
- лицам в возрасте от 1 года до 16 лет — сроком на 5 лет (по усмотрению родителей, опекунов, попечителей);
- с 16 лет — сроком на 10 лет (для иностранных граждан, постоянно проживающих на территории Республики Узбекистан и лиц без гражданства с 16 лет до 60 лет — сроком на 5 лет).

Для оформления и получения ID-карты необходимо предоставить такие же документы как для получения биометрического паспорта, вида на жительство, в том числе и для иностранного гражданина, а также свидетельства о рождении. Заявление на получение идентификационной карты можно подать как лично, так и онлайн, отмечает телеканал «Узбекистан 24».
Директор Государственного центра персонализации при Кабмине Нажмиддин Тураходжаев отмечает, что документ можно будет получить в течение 1 дня (для паспорта сейчас — 10 дней). По его словам, документ и чип будут защищены соответствующими сертификатами безопасности и электронной цифровой подписью.

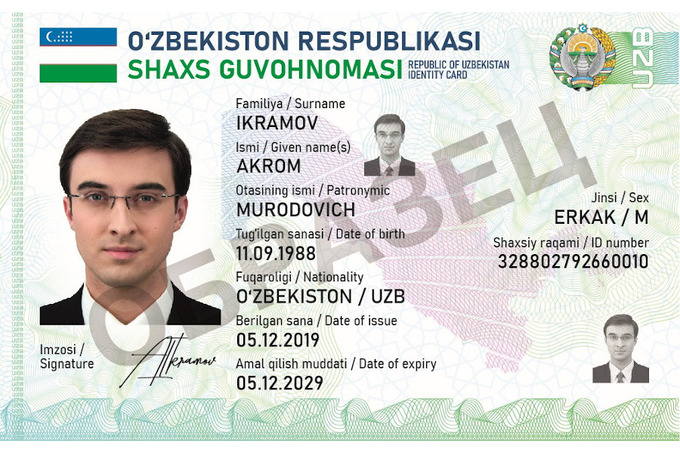
Образец ID-карты.

Идентификационная карта будет содержать биографические данные владельца, цифровую фотографию, отпечатки пальцев (по достижении 16-летнего возраста), сертификат ключа электронной цифровой подписи (по достижении 16-летнего возраста). При этом данные о национальности владельца вносятся в чип идентификационной карты без указания на бланке ID-карты, говорится в сюжете «Узбекистан 24».
Государственная пошлина за выдачу ID-карт, которые заменят национальный паспорт, установлена в размере 89% базовой расчетной величины (198470 сумов, по состоянию на 22 сентября 2020 года).
Гражданам будет создана возможность обращения, по своему усмотрению, в любые подразделения миграции и оформления гражданства органов внутренних дел для получения и замены идентификационных ID-карт, их замены — также в центры государственных услуг.
Граждане иностранных государств и лица без гражданства, постоянно проживающие в Узбекистане, смогут обратиться в подразделения миграции и оформления гражданства органов внутренних дел по месту постоянной регистрации для получения идентификационных ID-карт, а для их замены — в любые подразделения миграции и оформления гражданства органов внутренних дел по своему усмотрению.
До 31 декабря 2020 года соответствующим министерствам и ведомствам поручено:
- внедрить возможность подачи заявки на получение ID-карты, электронной очереди и онлайн-оплаты на Едином интерактивном портале государственных услуг (my.gov.uz);
- внедрить возможность получения свидетельства о рождении через информационную систему «Единый электронный архив органов ЗАГС» при оформлении ID-карты;
- модернизировать систему «Электронное правительство»;
- разработать проект Концепции по внедрению в Узбекистане ID-карт и «Дорожной карты» по ее реализации.

## Внешний вид
Паспорт темно-зелёного цвета, вверху с надписью (узб. O‘zbekiston Respublikasi) «Republic of Uzbekistan» и снизу (узб. Pasport) «Passport» на узбекском и английском языках. В центре золотым тиснением нанесён герб Узбекистана. Паспорт изготавливается на узбекском и английском языках. Для жителей Каракалпакстана (суверенная республика в составе Узбекистана) — на каракалпакском, узбекском и английском языках.
Старый не биометрический паспорт изготавливался на узбекском, английском и русском языках. Для граждан Республики Каракалпакстан — на каракалпакском, узбекском, английском и русском языках.

## Галерея

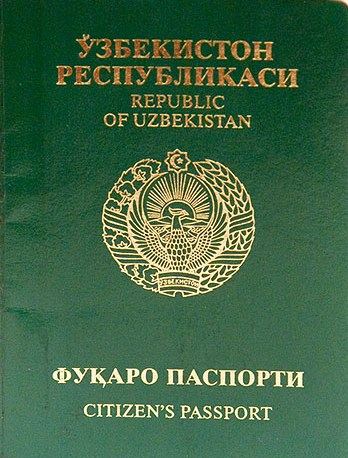
Паспорт старого образца (не биометрический)
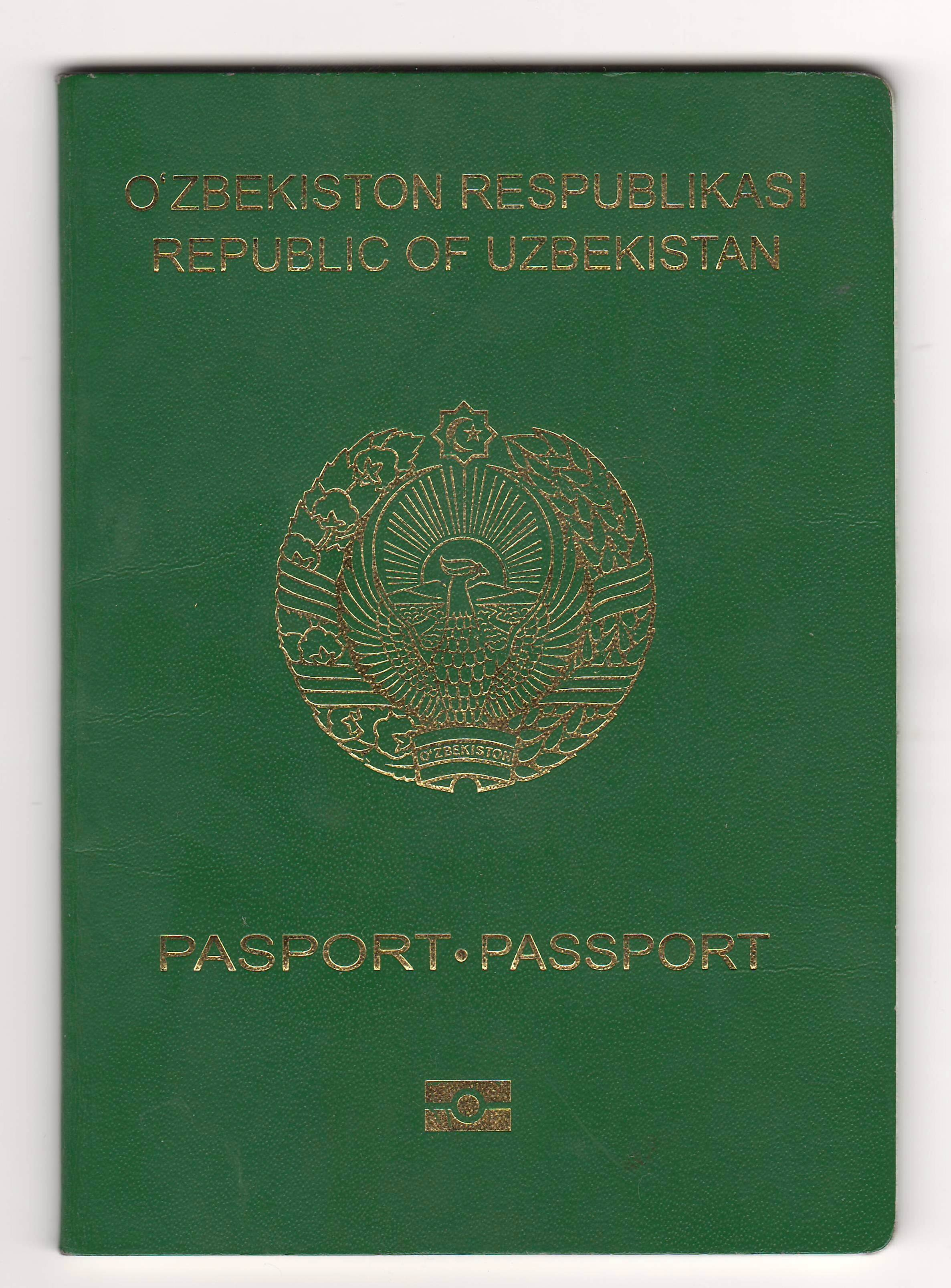
Паспорт нового образца (биометрический)
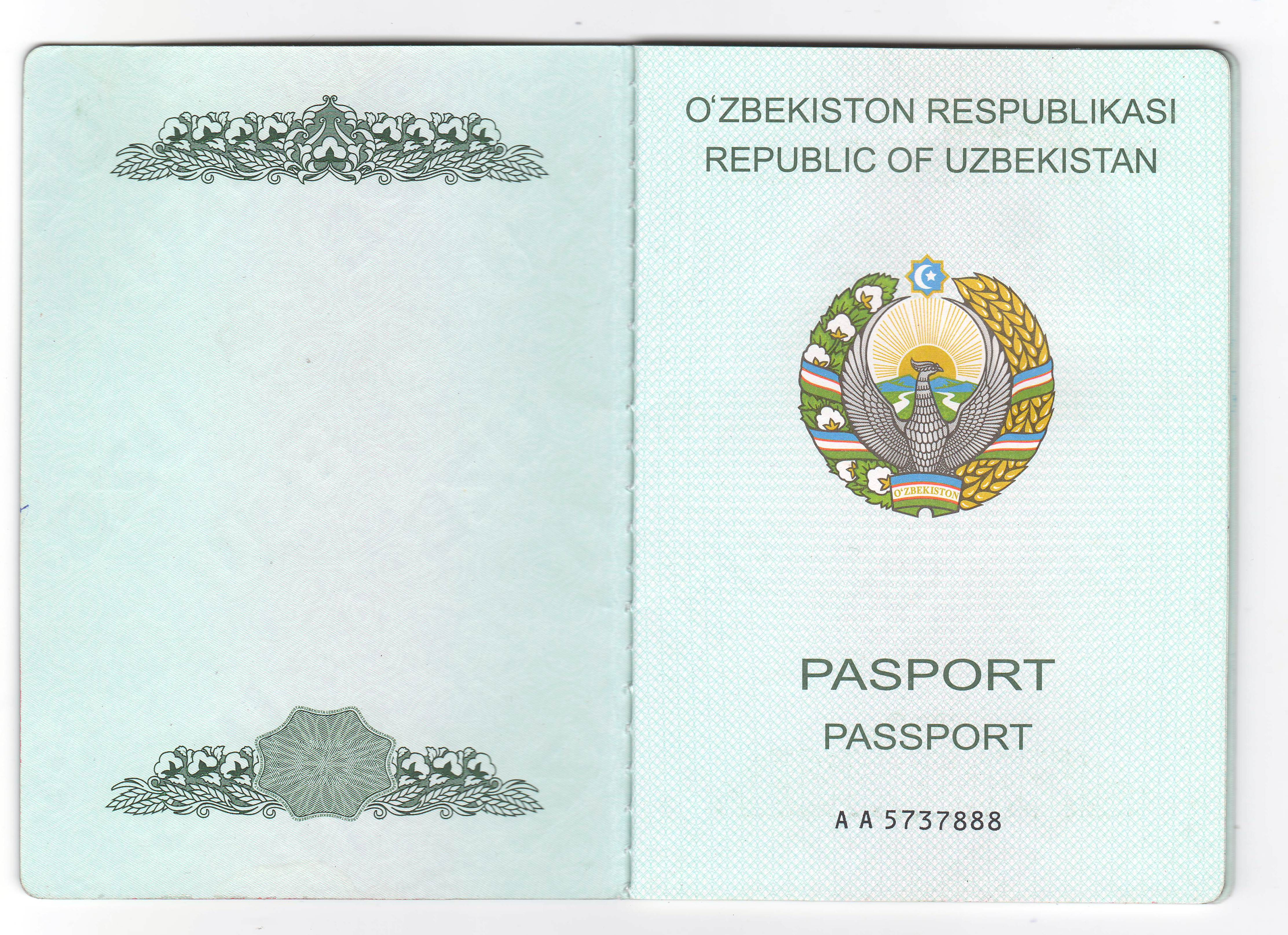
Первая страница паспорта нового образца
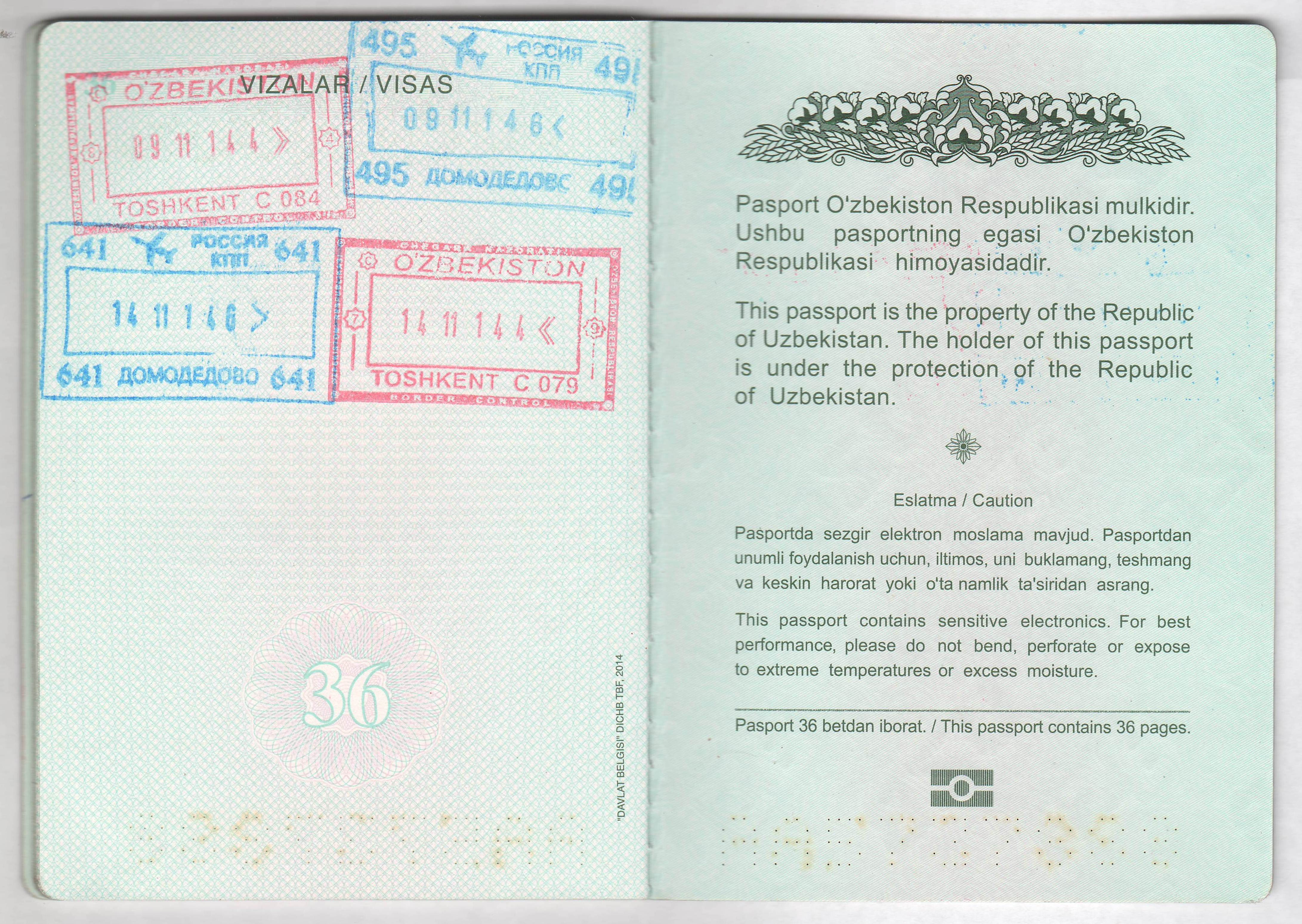
Последняя страница паспорта нового образца